# Carinascincus orocryptus
Niveoscincus orocryptus är en ödleart som beskrevs av  Hutchinson SCHWANER och MEDLOCK 1988. Niveoscincus orocryptus ingår i släktet Niveoscincus och familjen skinkar. Inga underarter finns listade i Catalogue of Life.